# Caméra Debrie Parvo

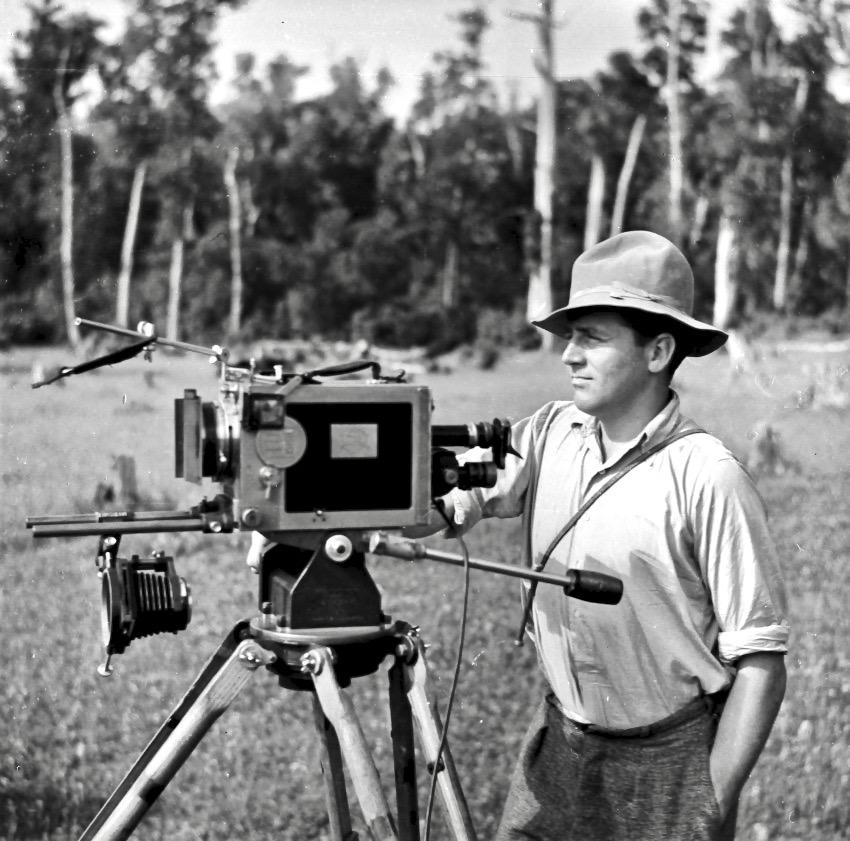
Le cadreur allemand aux commandes d’une caméra Debrie Parvo L sur le tournage du film Ein Robinson (1938).

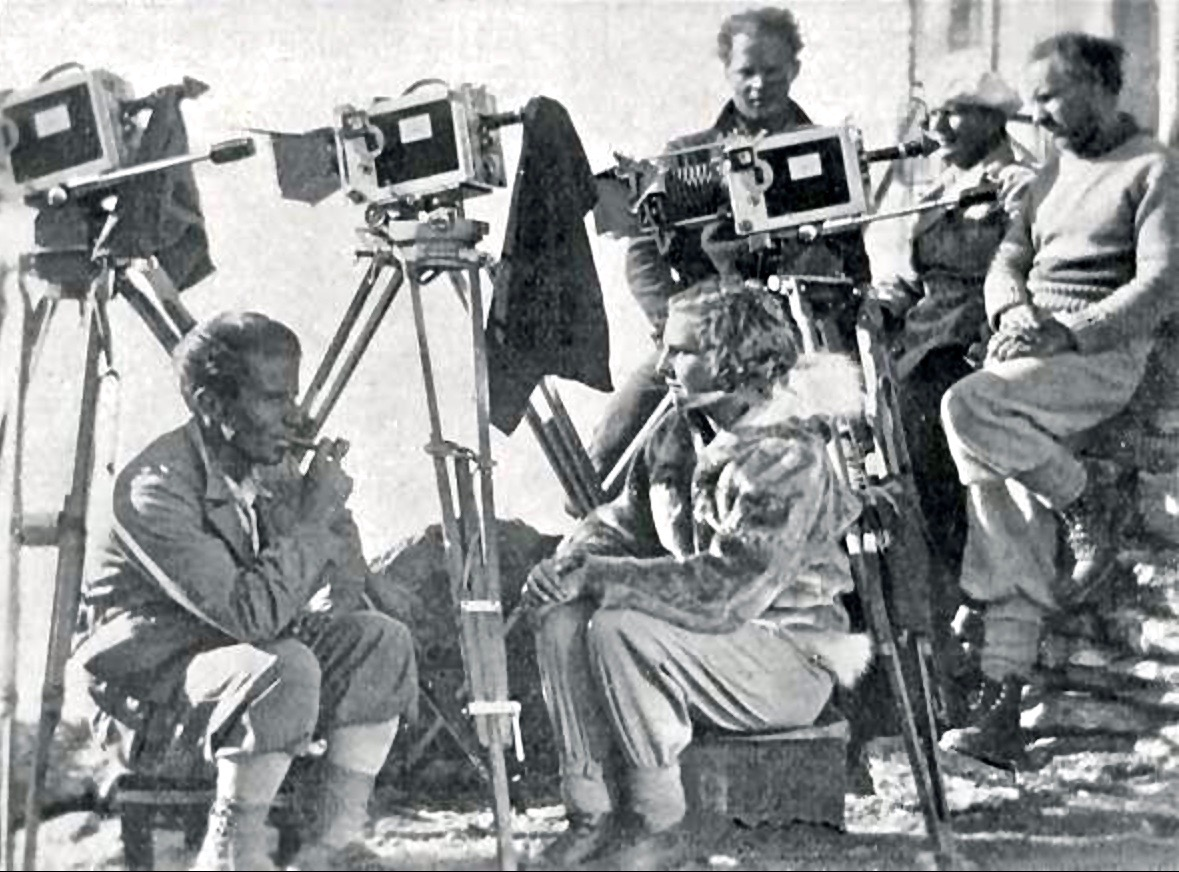
La comédienne Leni Riefenstahl et le réalisateur Arnold Fanck à la tête de trois Debrie Parvo L pour le film allemand Tempête sur le mont Blanc (1930).

La caméra Debrie Parvo est une caméra 35 mm de fabrication française, conçue en 1908, très répandue dans l'Europe entière durant la période du cinéma muet. La caméra Debrie Super Parvo lui succéda à l'avènement du cinéma sonore.

## Historique
À 17 ans, en 1908, André Debrie fonde avec son père Joseph les Établissements André Debrie au 111, rue Saint-Maur à Paris dans le 11e arrondissement où fonctionnaient alors de nombreuses industries métallurgiques (par la suite, le no 113, bel immeuble typiquement Art déco, sera le siège des fabrications Debrie). 

André Debrie conçoit en 1913 sa première caméra de cinéma au format 35 mm: le Parvo. Elle a été l'une des caméras de cinéma les plus utilisées dans le monde, dont il existe plusieurs modèles. Tous contiennent la pellicule à l'intérieur du boitier même, disposée galette contre galette (magasins coaxiaux) : le film vierge d'un côté, le film impressionné de l'autre, ce qui assure un équilibre stable de l'appareil. Rappelons que les caméras américaines possèdent des magasins coplanaires, en "oreilles de Mickey", qui ont le seul inconvénient de faire changer l'équilibre pondéral de l'appareil au fur et à mesure que la pellicule se déroule et passe donc de l'avant - film vierge - à l'arrière - film impressionné. La caméra Debrie Parvo est déclinée en plusieurs modèles : Parvo Interview A types A à K pour les particuliers et les films de voyages, fabriquée d'abord en bois, puis en aluminium, et le célèbre Parvo L pour le studio. Ce dernier modèle, lui aussi tout en métal, est équipé d'une contre-griffe pour assurer la stabilité de la pellicule au moment de l'exposition de chaque photogramme. 

## Description technique

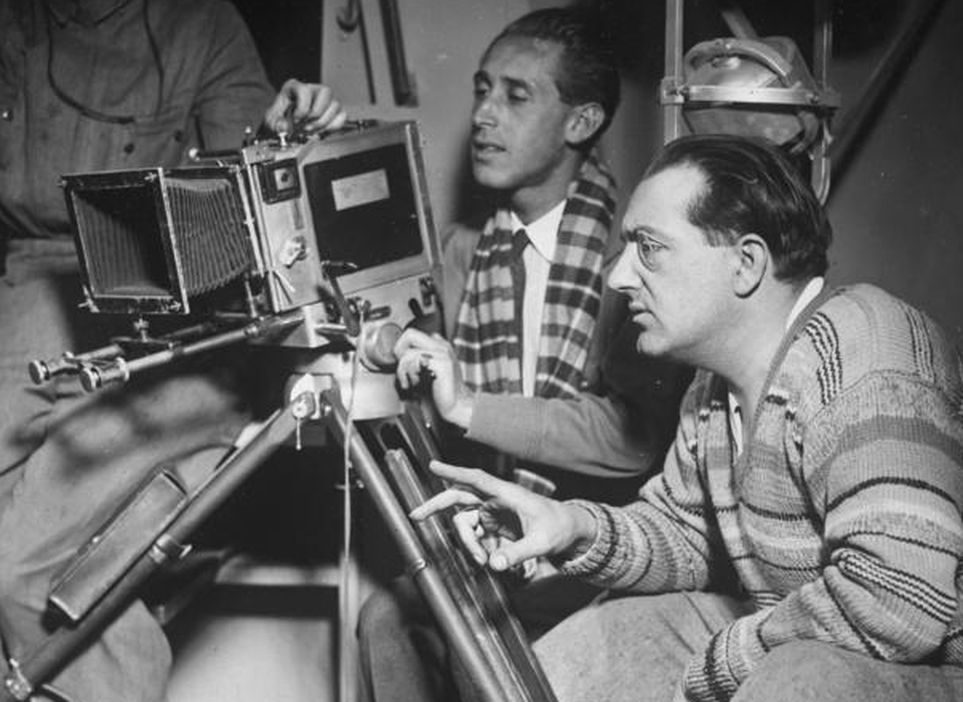
Fritz Lang et son opérateur Curt Courant sur le tournage de La Femme sur la Lune, avec une caméra Parvo L (1929)

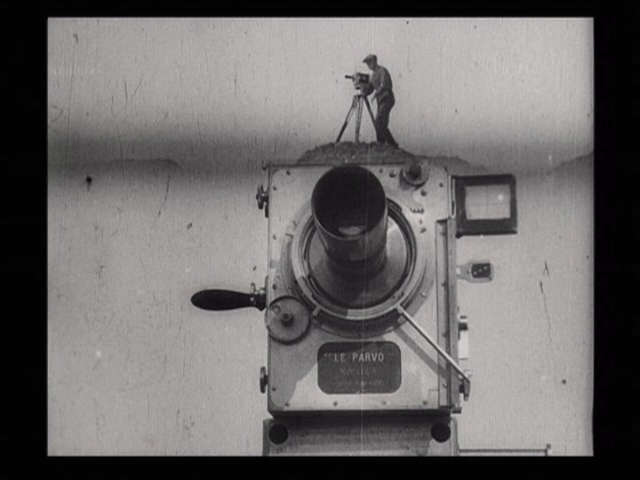
L'Homme à la caméra documentaire russe de Dziga Vertov (1929). À droite, le viseur sport de la Parvo L mise en vedette.

Le cadrage se fait à l'aide d'un viseur sport latéral assez précis mais un tube optique permet de viser plus précisément à travers la pellicule même, du moins avant l'invention de la couche dorsale anti-halo dans les années 1920. Cette couche opaque absorbe la lumière une fois qu'elle a traversé la couche photosensible et évite ainsi des retours de lumière dus à la réflexion sur les pièces chromées qui guident le film dans le mécanisme jusqu'au foyer de l'objectif. La couche anti-halo est détruite chimiquement lors du développement, assurant la nécessaire transparence du film. 
Mais lorsque la pellicule est encore vierge, à l'intérieur de la caméra, la couche anti-halo empêche de viser à travers elle pour vérifier le cadrage et la mise au point. Un mécanisme ingénieux a été adopté par la plupart des fabricants, dont André Debrie, disposé à l’intérieur de la caméra et facilement manipulable de l’extérieur à l’aide d’une simple manette qui positionne à la place de la pellicule un verre dépoli qui transmet avec précision au cadreur, par le tube de visée interne, l'image qui se forme au niveau de la fenêtre de cadrage du film, juste derrière l'objectif. Une opération que l'on ne peut effectuer qu'à l'arrêt de la caméra, mais qui permet d'affiner la mise au point avant la prise de vues. La caméra américaine Bell & Howell 2709, lancée au cours des mêmes années, possède des caractéristiques identiques au Parvo L. En 1910 se présente une concurrente redoutable, la caméra Pathé ''Professionnelle'', soutenue par la puissance financière internationale de Pathé Frères, et qui possède elle aussi les mêmes nouveautés, bien que son caisson soit encore en bois. Elle ne s'imposera pas en Europe mais dans un lieu nouveau : Hollywood. Ces caméras seront rapidement dotées d'un moteur électrique sur batterie de 24 volts.

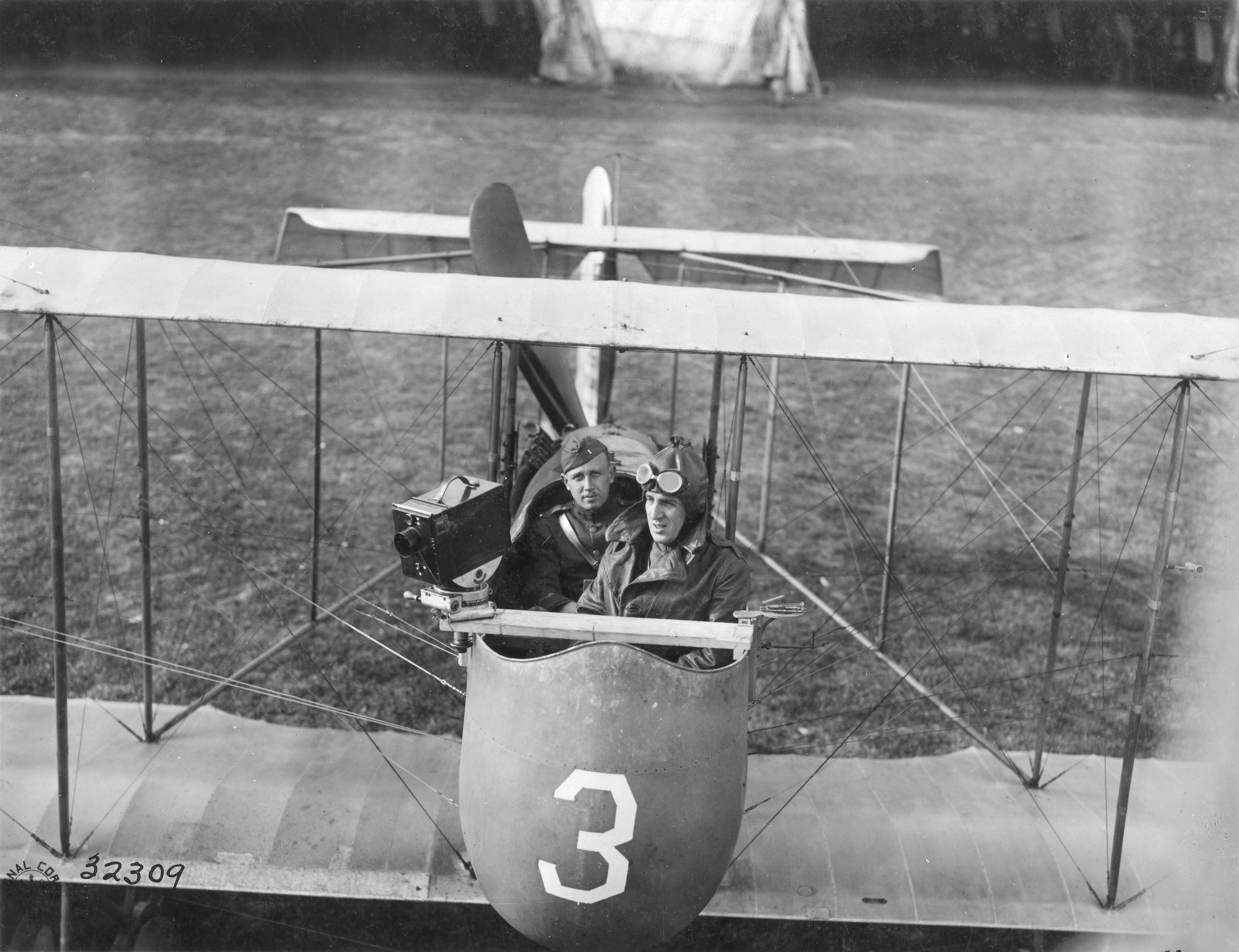
Une Debrie Parvo L, montée sur un avion Farman Shorthorn pour un vol de reconnaissance (Première Guerre mondiale, 1918).
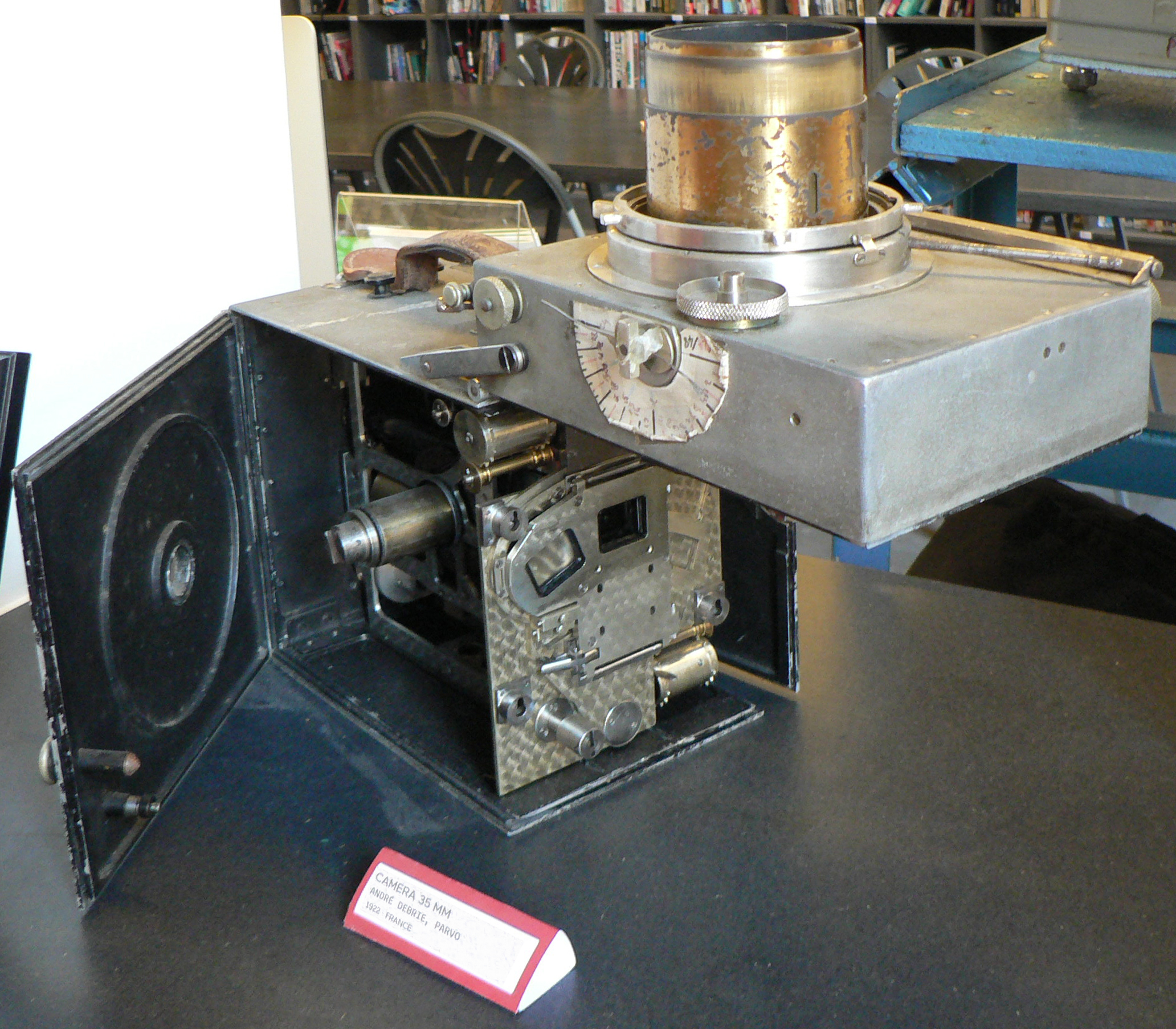
Debrie Parvo L ouverte (années 1920-1940)[1].

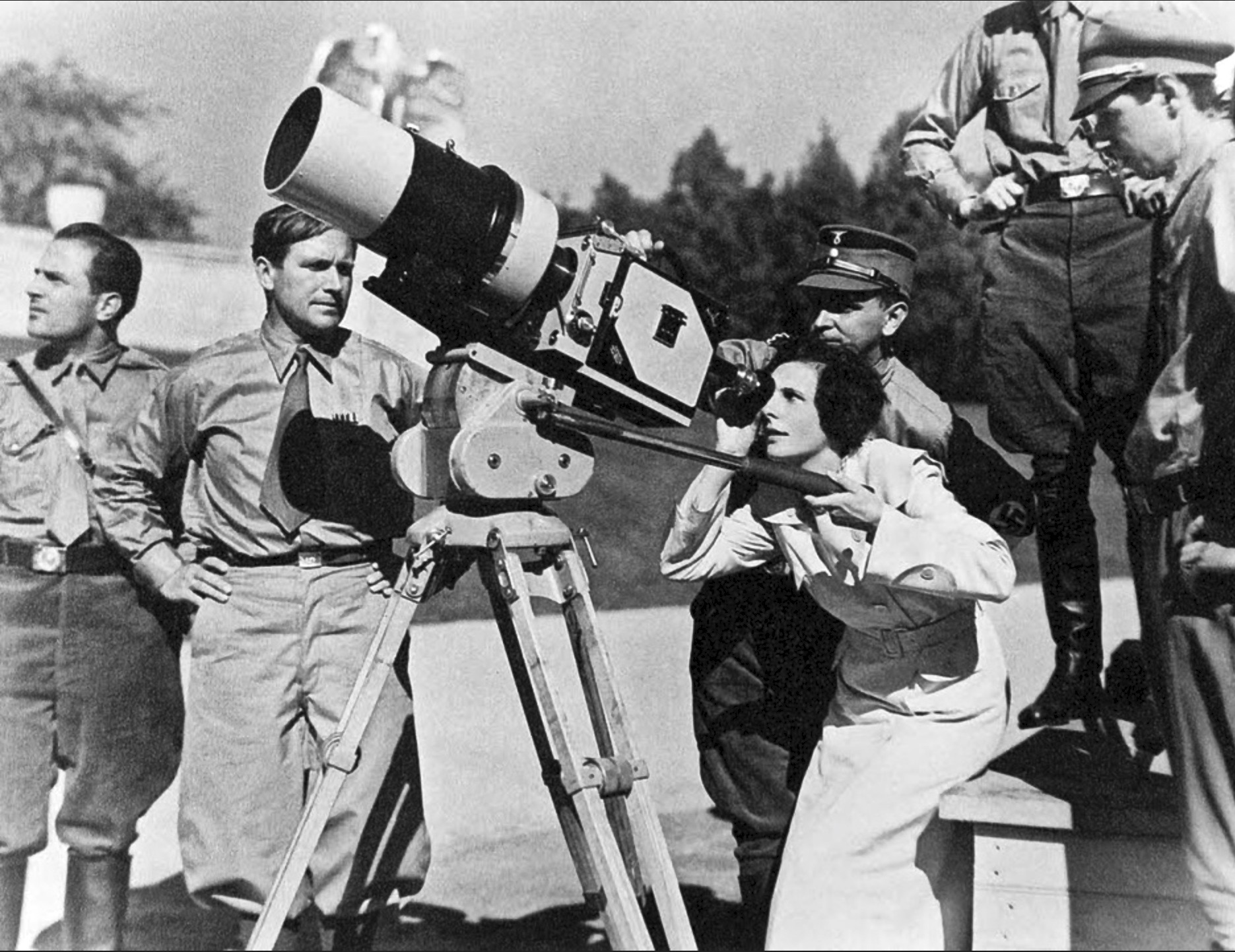
Une Askania Z équipée d'un téléobjectif et la réalisatrice allemande Leni Riefenstahl (1934).

La caméra Parvo L était exigée par des réalisateurs européens comme Abel Gance, Marcel L'Herbier, Leni Riefenstahl, Sergueï Eisenstein ou Édouard Tissé et fut même l'objet de contrefaçons à peine camouflées, telles les Askania Z allemandes.
Le modèle Parvo L évolua pour s'adapter au cinéma sonore et devint d'abord le Parvo K, insonorisé. Et en 1932, la caméra Debrie Super Parvo, une caméra de studio évoluée, fit son apparition. Insonorisée par construction (ne produisant donc aucun cliquetis parasite quand elle fonctionne), et équipée par la suite d'un viseur reflex, elle rencontra le même succès que la précédente.

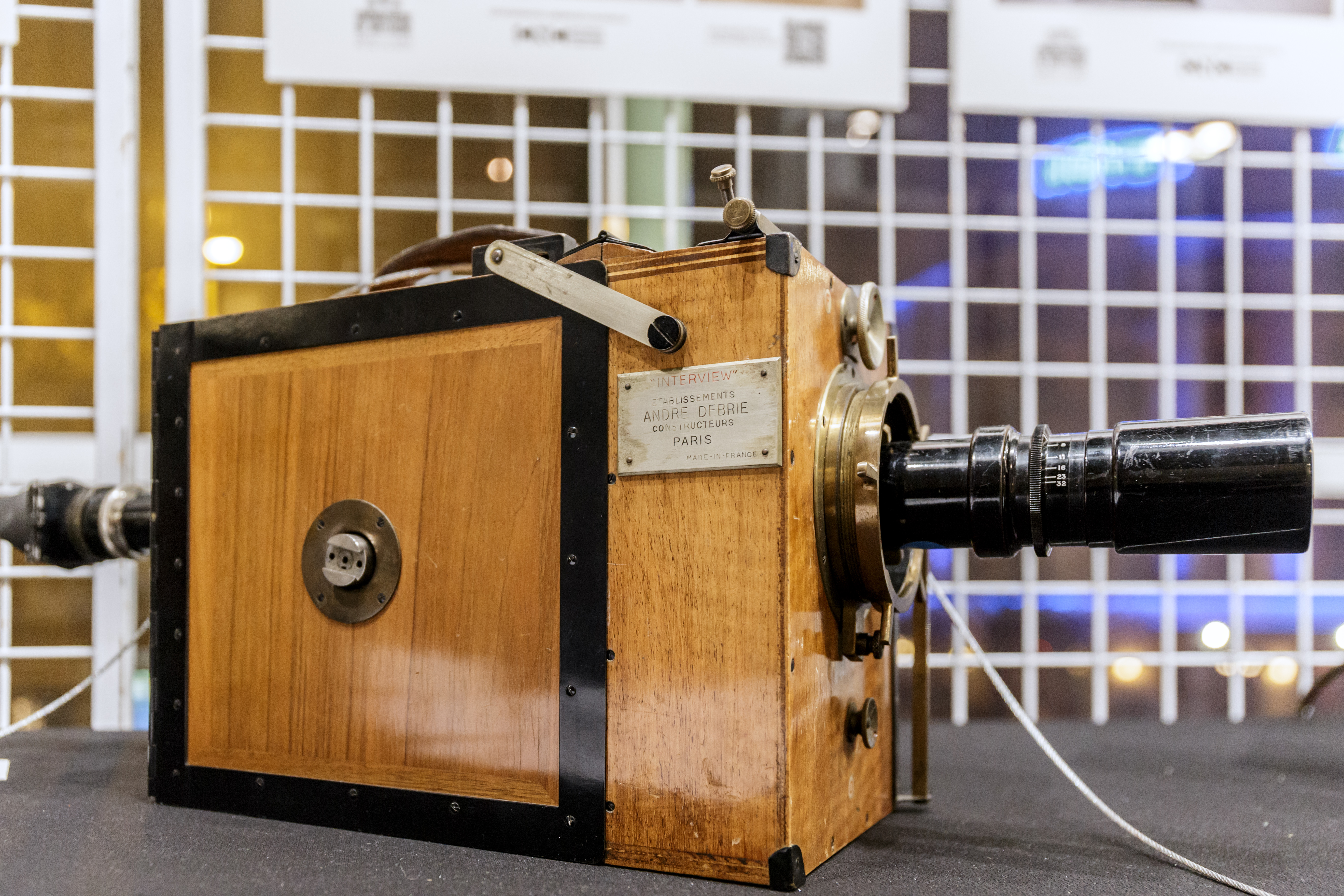
Debrie Parvo Interview (1922)[3].
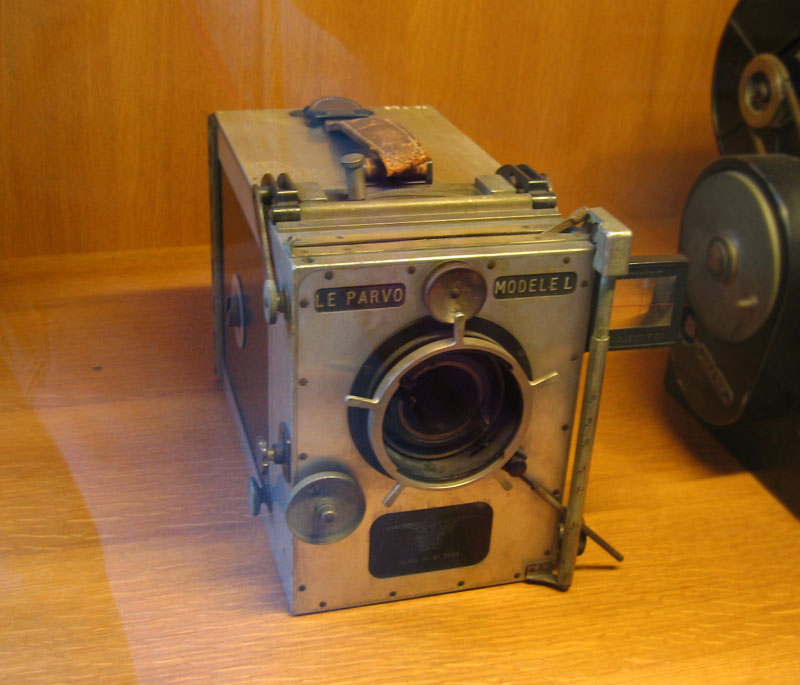
Debrie Parvo modèle L (1928)[4].
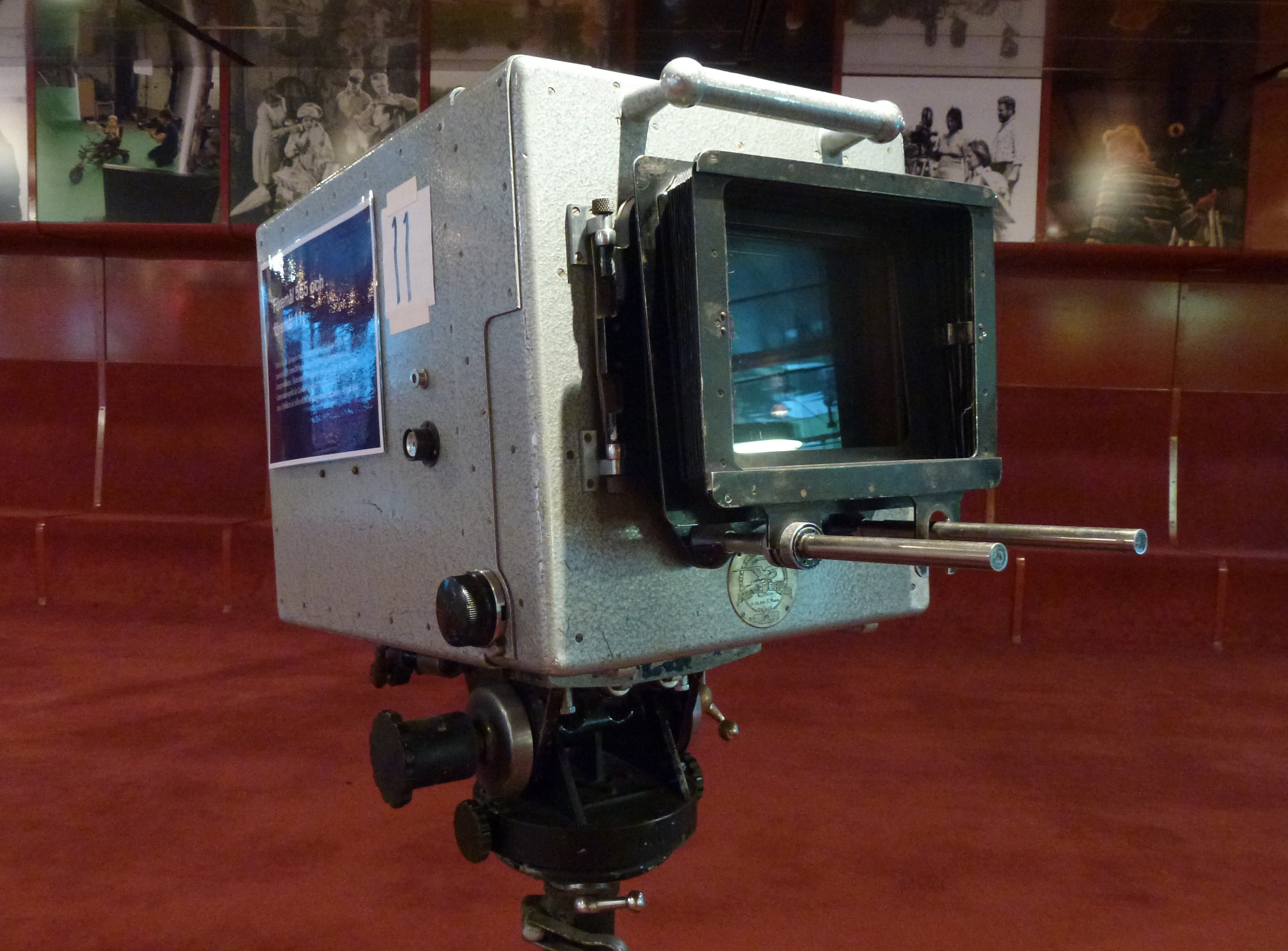
Debrie Super Parvo (1932)[5].